# تری‌کوزیلیک اسید
اسید تری کوزیلیک (انگلیسی: Tricosylic acid) نوعی اسید چرب اشباع بلندزنجیر است.